# Genghis Khan (film, 1965)
Pour les articles homonymes, voir Gengis Khan (homonymie).
Pour plus de détails, voir Fiche technique et Distribution.
Genghis Khan est un film américano-anglo-germano-yougoslave réalisé par Henry Levin, produit par Irving Allen en 1964 et sorti en 1965. L'acteur principal Omar Sharif incarne le célèbre chef de guerre mongol Genghis Khan. Omar Sharif est accompagné de James Mason, Stephen Boyd, Eli Wallach, Françoise Dorléac et Telly Savalas.
Le film a été distribué au Royaume-Uni et aux États-Unis par la société de production Columbia Pictures. 

## Synopsis
Le film dépeint, de son enfance à sa vie d’adulte, l’histoire (romancée) de Temüjin qui deviendra le premier empereur mongol au XIIIe siècle sous le nom de Genghis Khan. 
Le jeune Temujin (Omar Sharif) voit mourir sous ses yeux son père Yesügei, torturé par une tribu rivale dirigée par Jamuga (Stephen Boyd). Retenu prisonnier, il porte constamment autour du cou un joug de bois, en forme de roue, et est tourmenté par les enfants de la tribu de Jamuga. Il rencontre la jeune Bortai (Françoise Dorléac) et s'éprend d'elle après un acte de gentillesse envers elle, mais est ensuite puni par Jamuga. Temujin réussit à s'échapper et se cache dans les collines, suivi de Geen (Michael Hordern) et Sengal (Woody Strode), qui prêtent allégeance à l'homme qui a fait le vœu d'unir toutes les tribus mongoles.
Les raids sur les routes des caravanes augmentent progressivement la taille de son armée, puis Temujin décide de capturer comme épouse la jeune Bortai (Bortei dans la version originale). Après quelques résistances, Bortai tombe elle aussi sous le charme de Temujin, mais elle est peu après capturée par Jamuga, qui la viole avant que Temujin ne puisse la délivrer.
Après avoir sauvé Bortai, Temujin et ses hommes tentent de distancer Jamuga en partant vers l'est, en direction de la Chine. Sur sa route, il rencontre un ambassadeur chinois, arrêté dans son périple car le moyeu de sa charrette s'est brisé. Temujin l'aide avec ses hommes à réparer son attelage et accompagne le diplomate en Chine, où il est proclamé "Genghis Khan, le prince des conquérants" après plusieurs faits d'armes. Son armée mongole reste à Pékin pendant une longue période, s'entraînant, apprenant des technologies nouvelles comme la poudre à canon et prenant du bon temps. Lors d'une bataille préparée de longue date par Temujin et l’empereur chinois qui lui a demandé de lever une armée pour lui, Jamuga est fait prisonnier. Néanmoins, il réussit à s'échapper. Finalement, se sentant prisonniers de la cour chinoise, les Mongols sortent de leur "captivité" en s'échappant et commencent leur conquête de l'Asie.
Après avoir tout ravagé, de la Mandchourie à Moscou, l'armée mongole affronte le Shah de Khwarezm rejoint entre-temps par Jamuga, dont le souhait est de se venger de Temujin. Lors de cette ultime bataille, l'armée du Shah bat en retraite et Jamuga est de nouveau fait prisonnier par son ennemi. Il veut néanmoins en finir avec Temujin et le provoque en duel. Bien que victorieux, Temujin succombe de ses blessures peu après, laissant à Bortai et ses trois héritiers la responsabilité de régner sur son empire.

## Fiche technique
- Titre : Genghis Khan
- Titre d'origine : Genghis Khan
- Réalisation : Henry Levin
- Scénario : Beverley Cross et Clarke Reynolds d’après une histoire de Berkely Mather
- Musique : Dusan Radic
- Direction de la photo : Geoffrey Unsworth
- Décors : Zoran Zorcic
- Costumes : Cynthia Tingey
- Effets spéciaux : Bill et David Warrington
- Photo : Geoffrey Unsworth
- Réglage des scènes de combat : Bob Simmons
- Montage : Geoffrey Foot
- Pays de production :  Royaume-Uni,  Allemagne de l'Ouest,  États-Unis,  Yougoslavie
- Langue de tournage : anglais
- Année de tournage : 1964
- Tournage extérieur : Yougoslavie
- Producteurs : Irving Allen, Euan Lloyd (producteur associé), Artur Brauner (non crédité)
- Sociétés de production : Avala Film, CCC-Film (Central Cinema Company-Film), Irving Allen Productions
- Société de distribution : Columbia Pictures
- Format : couleur par Technicolor — 2.35:1 Panavision — son monophonique (Westrex Recording System) :
  - Version 35 mm
  - Version 70 mm
- Genre : film d'aventure, drame
- Durée : 127 min
- Budget: 3,5 millions de dollars (estimé)[1]
- Recettes: 2,25 millions de dollars[2]
- Dates de sortie : 
  - Allemagne de l'Ouest : 15 avril 1965
  - France : 22 septembre 1965, sortie nationale

## Distribution
- Stephen Boyd (VF : Jean-Claude Michel) : Djamuqa (Jamuga en VO)
- Omar Sharif (VF : Georges Aminel) : Temüjin / Genghis Khan
- James Mason : Kam Ling
- Françoise Dorléac (VF : elle-même) : Börte / Bortai (Bortei en VO)
- Eli Wallach (VF : Raoul Guillet) : le Chah de Khwarezm
- Telly Savalas (VF : Henry Djanik) : Shan
- Robert Morley (VF : Raymond Gérôme) : l’empereur de Chine
- Michael Hordern (VF : Jean-Roger Caussimon) : Geen
- Yvonne Mitchell : Katke

## Production
Le tournage a été effectué en 125 jours notamment en Yougoslavie pour les scènes extérieures qui sont nombreuses dans le film.

## Véracité historique des faits présentés
Le film Genghis Khan d'Henry Levin est très romancé. De nombreux passages du film contredisent la réalité historique. Le film décrit avec justesse la politique des Jin qui consistait à maintenir les nomades dans une lutte fratricide pour qu'ils n'aient pas la force d'envahir les terres des Jürchen. Toghrul, l'allié de Temujin (et seigneur suzerain), était un vassal de l'état de Jurchen et ils l'ont utilisé pour contrôler les Tartares à leur frontière. À l'époque de Qabul Khan, la politique des Jin était de dresser les Tartares contre les Mongols.

## Sorties au cinéma
Le film est sorti dans de nombreux dont les suivants:
| Pays                 | Date de sortie    |
| -------------------- | ----------------- |
| Allemagne de l'Ouest | 15 avril 1965     |
| Royaume-Uni          | 17 juin 1965      |
| États-Unis           | 23 juin 1965      |
| Japon                | 31 juillet 1965   |
| Suède                | 30 août 1965      |
| France               | 22 septembre 1965 |
| Italie               | 2 octobre 1965    |
| Irlande              | 8 octobre 1965    |
| Hong Kong            | 14 octobre 1965   |
| Finlande             | 5 novembre 1965   |
| Australie            | 10 décembre 1965  |
| Pays-Bas             | 23 décembre 1965  |
| Afrique du Sud       | 24 mars 1966      |
| Danemark             | 23 mai 1966       |
| Turquie              | 16 janvier 1967   |
| Mexique              | 21 juin 1967      |

Il est à noter que le film était écourté de 1 minute et 3 secondes lors des diffusions au Royaume-Uni. La version cinéma a en effet été coupée en raison de scènes de nudité et les sorties ultérieures ont également inclus des suppressions supplémentaires pour les chutes de chevaux et pour la scène de viol de Bortai.

## Diffusion sur support
Un film Super 8 en français, édité par Piccolo Film et distribué par Eumig, a été diffusé en noir et blanc avec un métrage de 120 mètres (environ 30 min).